# Dogniniya
Dogniniya is een geslacht van vlinders van de familie van de Houtboorders (Cossidae), uit de onderfamilie van de Hypoptinae. De wetenschappelijke naam en de beschrijving van dit geslacht werden voor het eerst in 2019 gepubliceerd door Roman Viktorovitsj Jakovlev, Artem Naydenov en Fernando Cesar Penco. 
Dit geslacht is vernoemd naar de Franse entomoloog Paul Dognin, die veel onderzoek heeft verricht naar de Amerikaanse Houtboorders.
De soorten van dit geslacht komen voor in Midden- en Zuid-Amerika.

## Soorten
- Dogniniya beatrix (Schaus, 1921)
- Dogniniya huanuco Yakovlev, Naydenov & Penco, 2019
- Dogniniya lemoulti Yakovlev, Naydenov & Penco, 2019
- Dogniniya sterila (Dognin, 1910)